# Space Coast

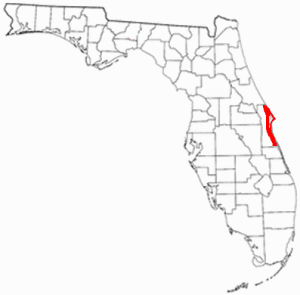
De ligging van de Space Coast regio in Florida in rood.

Space Coast is een veelgebruikte maar onofficiële regioaanduiding waarmee het gebied aan de oostkust van Florida rond lanceerbases Cape Canaveral Space Force Station en Kennedy Space Center wordt bedoeld. In deze regio zijn veel ruimtevaartbedrijven gevestigd en een significant deel van de bevolking werkt in de ruimtevaartindustrie. Tot de Space Coast behoren onder meer de plaatsen 
Titusville, 
Cocoa, 
Cape Canaveral, Merritt Island, 
Rockledge, Melbourne, Cocoa Beach
Indialantic, Palm Bay, en Vierra. De Space Coast beslaat het oostelijke deel van Brevard County.